# مطار ألكسا لفت بانير بايانهوت
مطار ألكسا لفت بانير بايانهوت (بالإنجليزية: Alxa Left Banner Bayanhot Airport)‏ و(بالصينية: 阿拉善左旗巴彦浩特机场) (إياتا: AXF) مطار عام يقع بمدينة Alxa Left Banner في منغوليا الداخلية في الصين. تم افتتاحه في 17 ديسمبر 2013، .

## شركات الطيران والوجهات
| شركـات طيـران | الوجهات                                                                                                 |
| ------------- | --- |
| Joy Air       | مطار ألكسا رايت بانير بادانجيلين، مطار باوتو يرليبان، مطار إيجن بانير تاولاي، مطار شيان شيانيانغ الدولي |

## وصلات خارجية
- http://www.flightstats.com/go/Airport/airportDetails.do?airportCode=AXF